# Pischelsdorf am Kulm
Pischelsdorf am Kulm är en kommun i distriktet Weiz i förbundslandet Steiermark i Österrike. 
Kommunen består av åtta orter (Ortschaften) (inom parentes invånarantal 1 januari 2024):

- Hart (263)
- Kleinpesendorf (173)
- Kulming (137)
- Pischelsdorf in der Steiermark (1 701)
- Reichendorf (586)
- Rohrbach am Kulm (345)
- Romatschachen (459)
- Schachen am Römerbach (198)

Kommunen bildades den 1 januari 2015 genom en sammanslagning av kommunerna Kulm bei Weiz, Pischelsdorf in der Steiermark och Reichendorf. 